# Casa trans
La Casa trans es un centro comunitario para personas trans en la ciudad de Buenos Aires. Funciona como un espacio de asesoramiento, capacitación, sociabilidad y protección de los derechos del colectivo trans. Está ubicada en el barrio San Cristóbal (Jujuy entre Cochabamba y Constitución) y ofrece diferentes programas en áreas de salud, educación y contención.

## Historia
Se inauguró el 28 de junio de 2017, Día Internacional del Orgullo LGBT, lo cual fue un hecho simbólico de gran importancia. Sucedió por iniciativa de las organizaciones de la sociedad civil junto con la Subsecretaría de Derechos Humanos y Pluralismo Cultural, y funciona en cogestión con la Asociación de Travestis, Transexuales y Transgénero de Argentina.
Su inauguración fue un logro para la comunidad como consecuencia de una demanda histórica. Antes se reunían en bares u oficinas pequeñas donde no tenían la posibilidad de gestionar sus actividades y servicios de forma adecuada.
Durante la pandemia por Covid 19, esta casa fue de vital importancia para las personas trans, que atravesaron una emergencia alimentaria junto con personas migrantes y refugiadas LGBT+.

## Misión institucional
Esta institución busca la promoción de espacios de apoyo y contención sin discriminación alguna, en especial de géneros, pero también de edad, cultural, de país de origen y/o situación socioeconómica. Fomenta programas de inclusión y participación que respeten la autonomía de las personas trans, que las mantenga independientes de partidos políticos, gobiernos, grupos religiosos y otras organizaciones. Sus valores son el respeto, la confidencialidad y la solidaridad.

## Metodología de trabajo
Las dinámicas que caracterizan a este espacio tienen que ver principalmente con el encuentro entre pares. Se realizan talleres, capacitaciones y actividades culturales. Casa Trans tiene como objetivo tener visibilidad e incidencia política, por este motivo realiza acciones en conjunto con distintos organismos y organizaciones. 

### Acciones en salud
- Testeos rápidos de HIV
- Entrega de material de prevención de enfermedades de transmisión sexual
- Vacunación
- Consultorio médico de diversidad
- Derivación a Centros de Salud
- Acción Comunitaria (CeSAC)

### Acciones en educación
- Programa de terminalidad escolar primaria y secundaria
- Clases de inglés
- Taller de computación
- Clases de apoyo escolar
- Curso de Auxiliar gerontológico
- Cursos de RCP

### Acciones de contención y asesoramiento
- Asesoramiento psicosocial
- Asesoramiento en la realización del cambio registral y trámites en general
- Asesoramiento a familias de infancias trans
- Espacios de contención y orientación para personas en situación de calle y en situaciones de vulneración.[1]